# 大西 (名護市)
大西（おおにし）は沖縄県名護市の町名。現行行政地名は大西一丁目から大西五丁目。郵便番号905-0018。

## 地理
城・港・宮里・大中・大南・大北と隣接する。大半が住宅地で、公共施設は学校のみである。また1丁目～2丁目が古くからある町並みに対し、3丁目と4丁目の各一部と5丁目は隣の大北とともに復帰後の土地区画整理で開発された。

## 歴史
かつて沖縄本島北部の中心だった名護町大兼久の西に位置していたことから、大東・大中・大南・大北と同様大兼久の頭文字の「大」と西を取って名付けられた。その後東江、城区、港区とあわせて名護市字名護の一行政区だったが、1998年に行われた住居表示で正式な町名となり、1丁目～5丁目がつけられた。

## 交通

### 道路
- 沖縄県道84号名護本部線

### バス
名護バスターミナルを発着する、高速バスを除くすべての路線バスが当地域内を通っている。
- 20番・名護西線（琉球バス交通・沖縄バス共同運行）
- 22番・名護うるま線（沖縄バス）
- 65番・本部半島（渡久地廻り）線（琉球バス交通・沖縄バス共同運行）
- 66番・本部半島（今帰仁廻り）線（琉球バス交通・沖縄バス共同運行）
- 67番・辺土名線（琉球バス交通・沖縄バス共同運行）
- 70番・備瀬線（琉球バス交通・沖縄バス共同運行）
- 72番・屋我地線（琉球バス交通・沖縄バス共同運行）
- 76番・瀬底線（琉球バス交通・沖縄バス共同運行）
- 77番・名護東（辺野古経由）線（沖縄バス）
- 78番・名護東部線（琉球バス交通・沖縄バス共同運行）
- 120番・名護西空港線（琉球バス交通・沖縄バス共同運行）

なお町域内には大西、名座喜原、大西5丁目（旧名護商業高校前）、名護高校前の４つのバス停がある。

## 施設

### 大西二丁目
- 名護市立名護中学校
- 名護市立名護小学校

### 大西四丁目
- 名護市葬祭場

### 大西五丁目
- 沖縄県立名護高等学校 - 1982年に大南一丁目の現在の北部合同庁舎敷地内から移転。

### かつてあった施設
- 沖縄県立名護商業高等学校 - 2007年に北部工業高校と統合し沖縄県立名護商工高等学校として開校。2009年に最後の卒業生をもって閉校。